# The Wyatt Family
La Wyatt Family è stata una stable di wrestling attiva in WWE tra il 2012 e il 2014 e, di nuovo, tra il 2015 e il 2017; il gruppo era originariamente composto da Bray Wyatt, Erick Rowan e Luke Harper, ma ne hanno fatto parte anche Braun Strowman, Daniel Bryan e Randy Orton.
La Wyatt Family debuttò nel territorio di sviluppo di NXT nel novembre del 2012, mentre fece la sua prima apparizione nel main roster nel luglio del 2013 come fazione heel che tormentava gli altri wrestler della federazione, tra i quali si ricordano CM Punk, John Cena e Kane; la formazione originale del gruppo iniziò a separarsi e ad intraprendere percorsi diversi nel settembre del 2014, quando Bray Wyatt annunciò di aver "liberato" Erick Rowan e Luke Harper.
Dopo una breve faida, Rowan e Harper ritornarono alleati nel maggio del 2015 e nel mese di luglio si riunirono a Wyatt insieme al debuttante Braun Strowman; quest'ultimo fu però separato dai compagni nel giugno del 2016 per effetto della Brand extension e fu sostituito per breve tempo da Randy Orton. Nel febbraio del 2017, dopo aver vinto il Royal rumble match, Orton tradì Wyatt per sfidarlo a WrestleMania 33 in un incontro con in palio il WWE Championship, mentre Harper abbandonò il gruppo a causa dell'ennesimo litigio con Rowan; in seguito al Superstar Shake-up del mese di aprile, che vide Wyatt spostarsi nel roster di Raw e Rowan rimanere in quello di SmackDown, la Wyatt Family si sciolse definitivamente dopo oltre quattro anni.

## Storia

### Territori di sviluppo (2012–2013)
Il personaggio di Bray Wyatt ha debuttato nella Florida Championship Wrestling nell'aprile del 2012; quando il territorio di sviluppo è stato ribrandizzato, Wyatt ha debuttato nel quarto episodio del nuovo NXT, sconfiggendo Aiden English in un single match.
Nel luglio del 2012 Wyatt ha subìto uno strappo al muscolo pettorale che ha richiesto un intervento chirurgico; nonostante l'infortunio, ha continuato a comparire ad NXT formando una stable nota come Wyatt Family insieme ad Erick Rowan e Luke Harper. Rowan e Harper sono entrati nel torneo per l'NXT Tag Team Championship per incoronare i campioni inaugurali, sconfiggendo Percy Watson e Yoshi Tatsu ai quarti di finale e Bo Dallas e Michael McGillicutty in semifinale; tuttavia, hanno perso la finale contro Adrian Neville e Oliver Grey.
Wyatt ha sostenuto il suo primo incontro dal ritorno dall'infortunio nella puntata di NXT del 21 febbraio, sconfiggendo Tatsu. La Wyatt Family ha successivamente aggredito Grey (che aveva subito una lesione legittima), mentre Wyatt ha impedito a Dallas di vincere un NXT Championship number one contender match a causa del rifiuto di Dallas di unirsi alla Wyatt Family. Dallas ha sconfitto Wyatt nella puntata di NXT del 13 marzo, che è stata la prima sconfitta del nuovo personaggio di Wyatt. Nella puntata di NXT del 2 maggio, mentre Wyatt è stato sconfitto dal sei volte campione del mondo Chris Jericho, Harper e Rowan hanno vinto un triple threat elimination tag match schienando il campione Neville.
La Wyatt Family ha cominciato una faida con Corey Graves e Kassius Ohno, con Wyatt che sconfigge Graves nella puntata di NXT del 22 maggio, e la settimana successiva Wyatt ha eliminato sia Graves che Ohno nel corso di una 18-man battle royal per determinare il contendente numero uno per l'NXT Championship, anche se è stato poi eliminato da Adrian Neville. Nella puntata di NXT del 19 giugno, la Wyatt Family ha sconfitto la squadra di Graves, Neville e Ohno. Nella successiva puntata di NXT, la Wyatt Family, insieme a Garrett Dylan e Scott Dawson, ha attaccato Graves, Neville e Ohno; quando William Regal ha cercato di fare il salvataggio, e sono stati sopraffatti. Ciò ha portato la Wyatt Family ad affrontare Graves, Neville e Regal in un six-man tag match la settimana successiva, dove Wyatt ha schienato Regal per la vittoria.

### Varie faide (2013–2015)

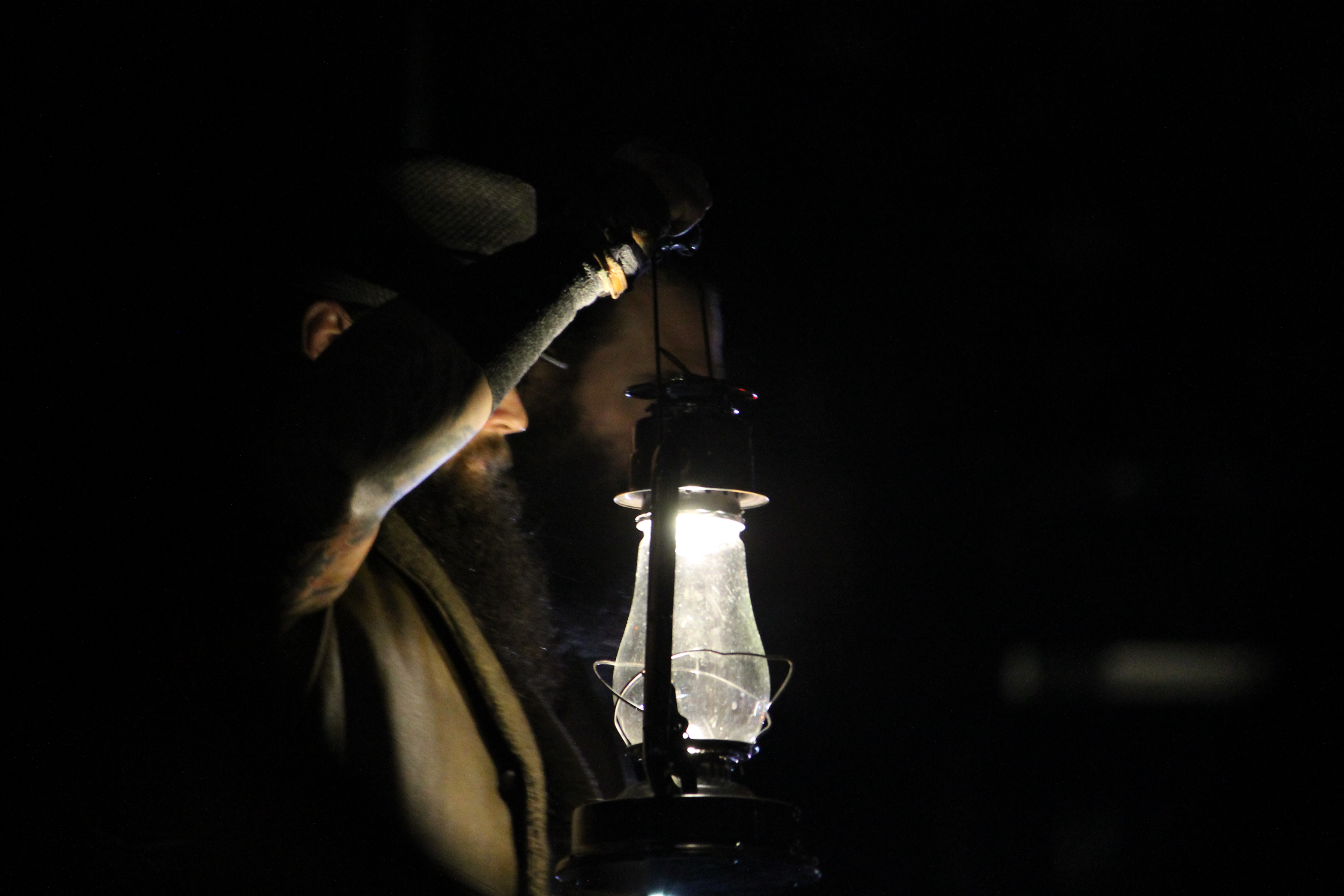
La caratteristica entrata della Wyatt Family con la lanterna accesa

Dalla puntata di Raw del 27 maggio, la WWE ha mandato in onda alcune vignette che promuovono l'imminente debutto della Wyatt Family. Le vignette hanno mostrato le origini boschive della Wyatt Family e Rowan che indossava una maschera d'agnello. Nella puntata di Raw dell'8 luglio, la Wyatt Family ha fatto il suo debutto attaccando Kane. La Wyatt Family ha continuato i suoi attacchi su wrestler come R-Truth, Justin Gabriel e la 3MB (Drew McIntyre, Heath Slater e Jinder Mahal) mentre inviavano messaggi criptici a Kane chiedendogli di "seguire gli avvoltoi". A seguito di un altro assalto, Kane ha sfidato Wyatt a un Ring of Fire match a SummerSlam, che Wyatt ha accettato. Il 18 agosto al pay-per-view, Wyatt ha sconfitto Kane nel Ring of Fire match, in seguito alle interferenze di Harper e Rowan. Dopo il match, Harper e Rowan hanno nuovamente attaccato Kane e hanno concluso il segmento portandolo via. A Battleground, lo slancio di Wyatt è proseguito con una vittoria contro Kofi Kingston mentre nella puntata di SmackDown dell'11 ottobre, Harper e Rowan hanno subito la loro prima sconfitta contro Cody Rhodes e Goldust.
La successiva faida della Wyatt Family è iniziata quando hanno attaccato Daniel Bryan e CM Punk a fine ottobre; la faida vide Harper perdere i suoi primi match singolo contro Punk. Alle Survivor Series, Harper e Rowan hanno perso contro Bryan e Punk, ma l'intera Wyatt Family ha sconfitto Bryan in un handicap match a TLC: Tables, Ladders and Chairs, con Wyatt che ha tentato di reclutare Bryan nelle settimane precedenti. Nell'ultimo Raw del 2013, Bryan ha sconfitto Harper e poi Rowan in un Gauntlet match in modo che potesse affrontare Wyatt, dopo di che Harper e Rowan hanno interferito per una squalifica e lo hanno attaccato. Un Bryan frustrato alla fine si è arreso e ha deciso di unirsi alla Wyatt Family. Nella puntata di Raw del 13 gennaio 2014, dopo due sconfitte nella stessa sera contro gli Usos, Wyatt ha criticato e accusato Bryan per le sconfitte; a causa di ciò, Bryan si è ribellato e lo ha attaccato, abbandonando il gruppo. Alla Royal Rumble, Wyatt ha sconfitto Bryan.
Alla Royal Rumble, inoltre, l'intera Family ha interferito nel match per il WWE World Heavyweight Championship tra Randy Orton e John Cena, attaccando quest'ultimo e costandogli il match. Nella puntata di Raw del 27 gennaio, la Wyatt Family ha attaccato Cena, Bryan e Sheamus nel match contro lo Shield, iniziando una faida con questi ultimi. A Elimination Chamber, la Wyatt Family ha sconfitta lo Shield e nella stessa sera ha nuovamente attaccato Cena, eliminandolo dall'Elimination Chamber match. La notte successiva a Raw, Cena si è confrontato con i Wyatt, che però lo hanno attaccato causandogli un infortunio (kayfabe). Nella puntata di Raw del 10 marzo, Wyatt ha accusato Cena e Hulk Hogan di essere dei "bugiardi", insinuando che i loro personaggi eroici erano solo delle facciate; Cena ha quindi sfidato Wyatt a WrestleMania XXX, con Wyatt che ha accettato. A WrestleMania XXX, Bray Wyatt è stato sconfitto da Cena. La faida è continuata anche dopo WrestleMania, con Wyatt che ha cercato di "catturare" la fanbase di Cena gestendo un coro di bambini nel ring il 28 aprile a Raw, con i bambini che indossavano la maschera da pecora. A Extreme Rules, Wyatt ha sconfitto Cena in uno steel cage match dopo ripetute interferenze degli altri membri della Wyatt Family e di un bambino indemoniato. La faida tra Wyatt e Cena è culminata in un Last Man Standing match a Payback, che Cena ha vinto.
La Wyatt Family ha successivamente iniziato una faida con gli Usos e Chris Jericho: a Money in the Bank, la Family non ha avuto successo nel vincere il WWE Tag Team Championship e il WWE World Heavyweight Championship; a Battleground, Harper e Rowan hanno avuto il loro rematch per il WWE Tag Team Championship contro gli Usos, ma sono stati sconfitti, mentre Wyatt ha perso contro Jericho; a SummerSlam, la Wyatt Family è tornata al successo quando Bray Wyatt ha sconfitto Jericho, vincendo anche uno steel cage match la sera dopo a Raw per concludere la faida.
Dal 29 settembre sono apparse delle vignette che hanno visto Harper e Rowan essere "liberati". Tutti e tre i membri della Wyatt Family sono tornati negli show come wrestler singoli; Wyatt è tornato il 26 ottobre a Hell in a Cell, attaccando Dean Ambrose, Rowan è tornato nella puntata di SmackDown del 31 ottobre e Harper è tornato nella puntata di Raw del 10 novembre, allineandosi con l'Authority. Nella puntata di Raw del 17 novembre, Rowan si è unito al Team Cena per le Survivor Series, diventando face per affrontare Harper, sciogliendo il gruppo.
Nella puntata di SmackDown del 7 maggio 2015, dopo che Harper ha sconfitto Fandango, Rowan ha raggiunto il ring apparentemente per attaccare Harper, ma ha invece attaccato Fandango, tornando ad essere heel. Nella puntata di Raw dell'11 maggio, Harper e Rowan si sono ufficialmente riuniti quando Harper ha accompagnato Rowan per il suo match contro Fandango.

### Reunion (2015–2016)

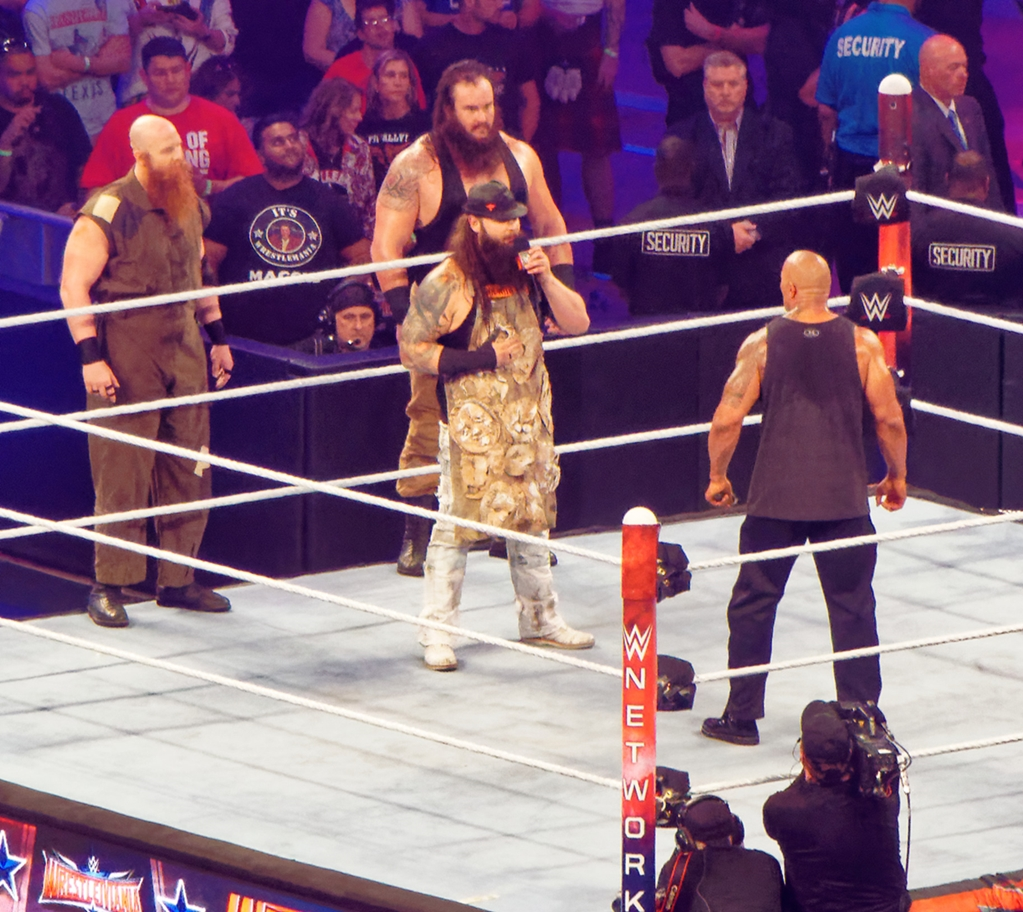
La Wyatt Family durante un confronto diretto con The Rock

Bray Wyatt ha affrontato Roman Reigns il 19 luglio 2015 a Battleground e lo ha sconfitto grazie all'aiuto di Luke Harper, che è ritornato nel gruppo. Wyatt e Harper sono stati tuttavia sconfitti da Reigns e Dean Ambrose a SummerSlam. Braun Strowman si è aggiunto alla fazione nella puntata di Raw del 24 agosto dopo aver attaccato Ambrose e Reigns, mentre anche Erick Rowan ha fatto il suo ritorno nel gruppo nella puntata di Raw del 19 ottobre. Wyatt e Reigns hanno continuato la loro faida, culminata allo show Hell in a Cell in un Hell in a Cell match che Wyatt ha perso.
Successivamente i membri della Wyatt Family hanno iniziato una faida con i Brothers of the Destruction (The Undertaker e Kane), ma Wyatt e Harper sono stati sconfitti alle Survivor Series. In seguito hanno cominciato una faida con i Dudley Boyz (Bubba Ray Dudley e D-Von Dudley), i quali si sono alleati con Tommy Dreamer e Rhyno, che hanno sconfitto a TLC: Tables, Ladders and Chairs in un Eight-man tag team elimination tables match e la sera dopo a Raw in un Extreme Rules match. Il 24 gennaio 2016, tutti i membri della Wyatt Family hanno preso parte all'annuale Royal Rumble match dell'omonimo pay-per-view, ma sono stati eliminati (Harper, Rowan e Strowman da Brock Lesnar e Bray da Sheamus e Triple H). Dopo che la Wyatt Family aveva iniziato a rivaleggiare con Ryback e Big Show, questi due hanno affrontato, insieme a Kane, Harper, Rowan e Strowman il 21 febbraio a Fastlane, dove la Wyatt Family è stata sconfitta.

A Roadblock del 12 marzo Bray e Harper hanno affrontato Brock Lesnar in un 2-on-1 Handicap match ma sono stati sconfitti.
La Wyatt Family è tornata a Wrestlemania, interferendo durante il discorso di The Rock. Il People's Champ ha dunque sfidato Erick Rowan ad un match, che The Rock ha vinto in soli 6 secondi grazie alla Rock Bottom, andando a sancire un nuovo record.
Nella puntata di Raw post WrestleMania 32 del 4 aprile, Bray Wyatt, Erick Rowan e Braun Strowman hanno attaccato la League of Nations (Sheamus, Alberto Del Rio e Rusev).
Nella puntata di Raw dell'11 aprile Bray Wyatt ha lottato in coppia con Roman Reigns sconfiggendo Sheamus e Alberto Del Rio. Durante il tour europeo Bray Wyatt si è infortunato nel live event di Milano del 13 aprile nel match contro Roman Reigns dopo pochi secondi all'inizio dell'incontro. La Wyatt Family è tornata nella puntata di Raw del 20 giugno dove hanno avuto un segmento con i WWE Tag Team Champions del New Day (Big E, Kofi Kingston e Xavier Woods). Il segmento è continuato anche nella puntata di SmackDown del 23 giugno, quando Bray ha effettuato un promo al termine del match del New Day contro i Vaudevillains (vinto dai primi). Nella puntata di Raw del 27 gennaio il New Day ha parodiato la Wyatt Family e questi ultimi hanno effettuato ancora una volta un promo che ha inquietato i tre membri del New Day (Xavier Woods in primis). Nella puntata di SmackDown del 30 giugno Erick Rowan e Braun Strowman hanno sconfitto in pochi secondi due jobber locali e, nel post match, la Wyatt Family è stata presa in giro in un promo del New Day. Nella puntata di Raw dell'11 luglio Wyatt, Strowman e Rowan hanno attaccato il New Day in un promo pre-registrato e, successivamente, è stato annunciato un 6-Man Tag Team match tra le due fazioni per Battleground. Nella puntata di Raw del 18 luglio la Wyatt Family e il Club (AJ Styles, Karl Anderson e Luke Gallows) hanno sconfitto il New Day, John Cena, Enzo Amore e Big Cass in un 12-Man Tag Team match.
Con la Draft Lottery avvenuta nella puntata di SmackDown del 19 luglio, Bray Wyatt e Rowan sono stati trasferiti a SmackDown mentre Strowman è stato trasferito a Raw. Questo ha causato il temporaneo scioglimento della Wyatt Family. Il 24 luglio a Battleground la Wyatt Family ha effettuato la sua ultima apparizione trionfando sul New Day in un match non titolato. Il 9 ottobre a No Mercy Luke Harper è tornato dall'infortunio aiutando Bray Wyatt a sconfiggere Randy Orton. A seguito di ciò la Wyatt Family è ritornata come parte del roster di SmackDown anche se Erick Rowan ha subito un infortunio alla spalla che lo ha costretto a restare fuori dalle scene per almeno sei mesi, posticipando ancora il ritorno della Wyatt Family. Nella puntata di SmackDown del 25 ottobre Randy Orton ha effettuato un turn-heel, intervenendo nel No Disqualification match tra Bray Wyatt e Kane e attaccando quest'ultimo con la RKO, permettendo così a Wyatt di vincere l'incontro. Nella puntata di SmackDown del 1º novembre Orton ha sconfitto Kane in un No Disqualification match grazie all'intervento di Bray Wyatt e Luke Harper e, successivamente, si è unito al duo, dichiarando di sentire il potere del male dentro di sé e unendosi, di fatto, alla Wyatt Family. Nella puntata di SmackDown dell'8 novembre la Wyatt Family, con il nuovo acquisto Randy Orton, ha sconfitto Dean Ambrose, James Ellsworth e Kane.

### Attriti e scioglimento (2016–2017)

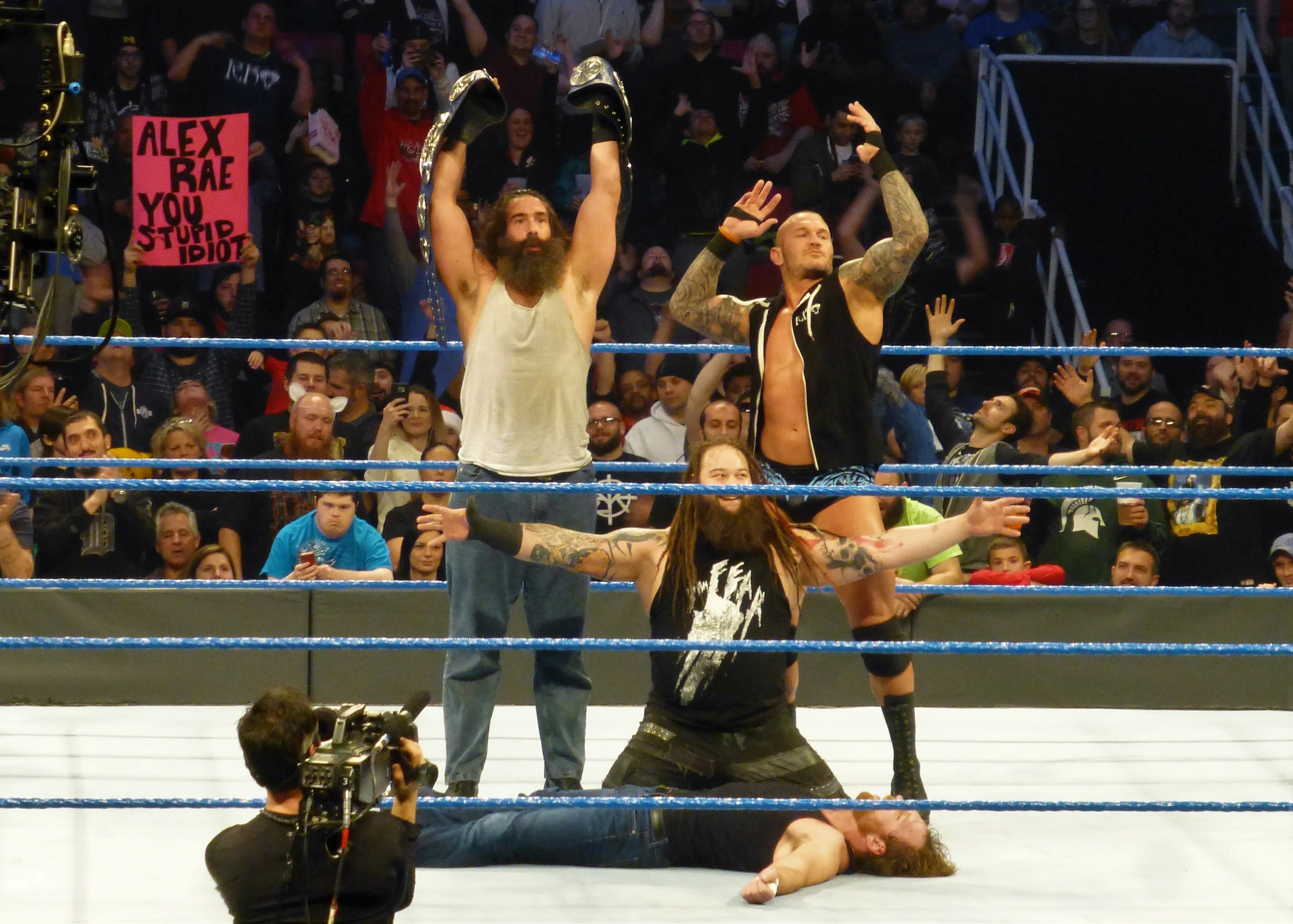
La Wyatt Family con le cinture dello SmackDown Tag Team Championship

Il 20 novembre a Survivor Series Wyatt e Orton hanno preso parte al 5-on-5 Traditional Survivor Series Elimination match come parte del Team SmackDown contro il Team Raw, risultando essere gli ultimi sopravvissuti del loro team. Nella puntata di SmackDown del 22 novembre Wyatt e Orton sono apparsi alla fine del Tag Team Turmoil match per determinare i contendenti nº1 al WWE SmackDown Tag Team Championship di Heath Slater e Rhyno, vinto dagli American Alpha (Chad Gable e Jason Jordan), minacciandoli che avranno la loro occasione per affrontarli. Infatti, nella successiva puntata di SmackDown del 29 novembre, Wyatt e Orton hanno sconfitto gli American Alpha, diventando i contendenti nº1 al WWE SmackDown Tag Team Championship. Il 4 dicembre a TLC: Tables, Ladders & Chairs Wyatt e Orton hanno sconfitto Heath Slater e Rhyno conquistando il WWE SmackDown Tag Team Championship. Nella puntata di SmackDown del 6 dicembre Orton e Wyatt hanno difeso con successo i titoli contro Heath Slater e Rhyno nel rematch titolato di TLC. In seguito anche Harper è stato riconosciuto come campione grazie alla "Freebird Rule". Tuttavia, il 27 dicembre a SmackDown, Harper e Orton hanno perso i titoli a favore degli American Alpha in un Four Corners Elimination match che includeva anche Heath Slater e Rhyno e gli Usos (Jimmy Uso e Jey Uso), interrompendo il loro regno durato solo 23 giorni; Harper e Orton sono stati gli ultimi ad essere eliminati dagli American Alpha a causa di un errore di Orton che ha inavvertitamente colpito Harper, permettendo a Gable e Jordan di colpire Orton con la Grand Amplitude e vincere l'incontro. Nella puntata di SmackDown del 10 gennaio 2017 Bray Wyatt e Randy Orton hanno affrontato gli American Alpha per il WWE SmackDown Tag Team Championship ma sono stati sconfitti a causa di un malinteso tra Orton e Luke Harper. Nella puntata di SmackDown del 24 gennaio Randy Orton ha sconfitto Luke Harper, il quale è stato attaccato a tradimento da Bray Wyatt con una Sister Abigail, sancendo di fatto la sua uscita dalla stable. Il 29 gennaio Orton ha vinto la Royal Rumble del 2017 entrando col numero 23 ed eliminando per ultimo Roman Reigns. Harper, frattanto, ha effettuato un turn face e, nella puntata di SmackDown del 31 gennaio, ha affrontato, insieme al WWE Champion John Cena, Wyatt e Orton ma i due sono stati sconfitti. Il 12 febbraio, ad Elimination Chamber, Bray Wyatt ha vinto un Elimination Chamber match che comprendeva anche il campione John Cena, AJ Styles, Baron Corbin, Dean Ambrose e The Miz conquistando per la prima volta il WWE Championship. Nella puntata di SmackDown del 28 febbraio Orton, che si era rifiutato di affrontare Wyatt a WrestleMania 33, ha bruciato la capanna della Wyatt Family prima di sfidare lo stesso Wyatt a WrestleMania, sancendo di fatto la sua uscita dalla stable.
Nella puntata di SmackDown del 4 aprile 2017 Erick Rowan è tornato dall'infortunio e da circa otto mesi di inattività, per assistere Bray Wyatt e attaccare Randy Orton dopo che Wyatt aveva perso il WWE Championship in favore di Orton a WrestleMania 33. La stessa sera, Wyatt e Rowan hanno partecipato ad un tag team match contro Orton e Luke Harper, uscendone sconfitti.
La Wyatt Family si è sciolta definitivamente quando Bray Wyatt si è trasferito nel roster di Raw durante lo Shake-up dell'11 aprile.

## Nel wrestling

### Mosse finali
- Bray Wyatt
  - Swinging reverse STO[45]
- Erick Rowan
  - Full nelson slam[46]
- Luke Harper
  - Discus clothesline[47]

### Musiche d'ingresso
- Live in Fear di Mark Crozer (2012–2014; 2015–2017)[48]

## Titoli e riconoscimenti
- WWE
  - NXT Tag Team Championship (1) – Erick Rowan e Luke Harper
  - WWE SmackDown Tag Team Championship (1) – Bray Wyatt, Luke Harper e Randy Orton[49]

- Wrestling Observer Newsletter
  - Best Gimmick (2013)